# Kalamaria
Kalamaria (grekiska: Καλαμαριά, Kalamariá), är en förort till Thessaloniki belägen fem kilometer sydöst om centrala Thessaloniki. Kalamaria ligger i kommunen Dimos Kalamaria och är den näst största staden i regionen Makedonien, och den nionde största i Grekland. Befolkningen har ökat med 8 % sedan folkräkningen 1991.

## Historia
Området bosattes första gången av människor under förhistorisk tid, och föremål från dessa invånare kan hittas runt Karabournaki.
Namnet Kalamaria användes första gången 1031 för att benämna området sydöst om Thessaloniki, ett område som täcker större delar av dagens kommun. Under bysantinska rikets och osmanska rikets tidsperioder var området till stora delar obebott.